# جمال ضاهر
جمال ضاهر (من مواليد مدينة الناصرة في فلسطين) هو كاتب وروائي فلسطيني، محاضر في قسم الفلسفة في جامعة بيرزيت. كما أنه شغل رئيس قسم الفلسفة والدراسات الثقافية ومدير برنامج ماجستير دراسات عربية في الجامعة، عدا عن كونه باحثًا في مجال المنطق وعرب ما قبل الدعوة الإسلامية. صدرَ لجمال ضاهر عددٌ من الكتب والروايات لعلَّ أبرزها كتاب «من الحضارة العربية إلى الحضارة العربية الإسلامية» ورواية «وأضحى الليل أقصى» كما صدرت له كتب بحثيّة على غِرار «مدخل إلى علم المنطق» الذي أتبعهُ بكتاب «حدود المعرفة» والذي تحدث فيه عن الإشكالات المتعلقة بمبدأ عدم التناقض، وبهذا يكون جمال ضاهر قد أكمل هذه السلسلة، وقد سبق هذا الكتاب، كتاب آخر وهو «قواعد في المنطق أسس ومفاهيم» والذي ناقش فيه مفهوم المنطق وأسسه والمفاهيم المتعلقة به وكذا قواعده قبل أن يعود لعالَم الروايات من خلال الرواية الفلسفيّة «العدم» أما أشهر أعماله الأدبية فهو كتاب «الخليل بن جلجل».

## المسيرة المهنيّة
أول أعمال الكاتب الفلسطيني المنشورة والمشهورة كان كتاب «عند حضور المكان» الذي صدر عن المؤسسة العربية للدراسات والنشر في وقتٍ ما من عام 2000 في نحو 110 صفحات. أبرزَ جمال في هذا العمل ما يُعرف بالمستويات المتعددة للسرد، كما تميَّز بما قال بعض النقاد إنّه الحركة الكثيفة للنص ذي الدلالات الخصبة. حاول ضاهر الإجابة في هذا الكتاب عن سؤال البحث عن الهويّة الإنسانية في مستوياتها المتعددة، فبحث فيما وصفها الأمكنة التركيبية وكذا عبر الأزمنة، لكنّه حرص على الابتعاد عمَّا سماها في صفحات الكتاب أسطورة الواقع، كما عرَّج في محور حديثه على فخاخ الواقعية الفجة كما يصفها والتي يرى أنها أقرب إلى الانعكاس منها إلى تفنين القصّ.
نشر جمال ضاهر في وقتٍ ما من عام 2005 رواية جديدة بعنوان «وأضحى الليل أقصر» عن دار الآداب في لبنان في نحو 144 صفحة. اعتمدَ ضاهر في هذه الرواية على السرد التجريدي وهو السرد الذي لا يتورط في التفاصيل المعينة للزمان والمكان والشروط المحيطة بالشخوص. تحدث جمال في عددٍ من المواضيع بل حاول الإجابة على الكثير من الأسئلة بما في ذلك كيف تكوّن العالم، وما الموت، وهل الحياة ممكنة بدون لذة، وما علاقة الإنسان بالزمن والفعل وغير ذلك من الأسئلة الشائكة. جاء الجوابُ على كلّ هذه الأسئلة وأخرى من الكاتب في قصّة تحكي مصير قريةٍ ناسُها خاملون استسلموا وآثروا الاستمتاع بالكسل ورخاوة العظام، مقابل قصّة أخرى لقافلة كانت تضم رجلًا وزوجته الجميلة وأبناءه وأخواته، لكن الرجل مات فجأة فتعرّضت الزوجة للانتهاك، والعائلة للضياع والاندثار، فتحوّل الرجل الميت إلى قصة – كما يقول الكاتب – تَسْرُدُها الزوجة.
في كتابه «قواعد في المنطق أسس ومفاهيم» (وهو الكتاب الثاني ضمن سلسة مكوّنة من كتابين) الذي صدر عن دار الشروق للنشر والتوزيع (الترقيم الدولي: 9789957004271) عام 2012 في نحو 208 صفحات، ناقشَ ضاهر ما سمَّاها الأشكال غير السليمة التي من شأنها أن تُسلّط الضوء على إشكالات في جوهر المنطق الحديث. ركَّز ضاهر في تحليلهِ على المنطق الحديث كما شرحَ كيف أنَّ تناوله وغيره عن هذا المنطق هو تنازلٌ عن المنطق برمته. واصلَ جمال ضاهر كتابهُ عن المنطق فعاد هذه المرة إلى مدخلٍ نحو هذا العلم من خلال الكتاب الذي صدر تحتَ عنوان «مدخل إلى علم المنطق» في قسم فلسفة العلوم والابستمولوجيا. صدر الكتاب عن دار الفارابي (الترقيم الدولي: 139786144322437) عام 2014 في نحو 326 صفحة، وقد كان الهدف منه – كما شرحَ الكاتب لاحقًا – التعريف بعلم المنطق، موضوعه وسبل إستخدامه، كما هدف – رغم كونه مخصّصًا لطالب الفلسفة – إلى تبسيط هذا العلم وجعله سهل التّناول، ليصبح أداة متاحة يستعملها كل طالب في دراسته وفي حياته اليومية من دون الحاجة إلى مدرّس.
تضمَّن الكتاب عدّة فصول بينها فصلٌ حول التعامل مع أنواعٍ من النصوص المختلفة نوعًا ومضمونًا وذلك تفسيرًا لأسس المنطق وقواعده وقوانينه. يرى ضاهر أنَّ معظم كتب تدريس المنطق العربية بخاصة والأجنبية بعامة تقوم بتعداد القواعد والقوانين من دون تفسيرها أو إيضاح وجوبها على عكس ما فعل. يرى ضاهر أيضًا أنّه عندما يعتمد كل شخص على منطق خاص يتلاءم وما يقبله عقله ستنعدمُ إمكانية التوافق حول الرأي، وستنعدم إمكانية التمييز بين الصواب والخطأ بحيث لن يكون هناك مقياس لتصنيف الأفكار بين صواب وخطأ.
بالعودة إلى عام 2013 وتحديدًا في الـ 31 من أيّار/مايو نشر جمال ضاهر كتابهُ الذي حمل عنوان «العدم» عن دار الفارابي (الترقيم الدولي: 9789953719344) في نحو 191 صفحة. دارت قصّة هذه الرواية بين المقدس والمدنس وحاول فيها ضاهر قراءة الواقع وحضور الدين في حياة الناس والعالم المرجعي. قدَّم ضاهر في العدم رؤية ومقاربة لفلسفة العدم والتيه التي تُرافق الإنسان منذ ولادته وحتى مماته. تنقَّل جمال بين الأزمنة والأمكنة وقدَّم ما يدور من تساؤلات في ذهنه عن هذا الكون الواسع الذي يعيش فيه.
نشر ضاهر رواية جديدة هي «الخليل بن جلجل» التي تُعتبر من بين أشهر ما كتب. نُشرت الرواية عن رياض الريس للكتب والنشر ضمن الترقيم الدولي 9789953216454 في العاشر من كانون الأول/ديسمبر 2016 في نحو 149 صفحة. ثم نشر كتاب "من الحضارة العربية إلى الحضارة الع ربية الإسلامية"، والذي يتتبع فيه حركة الفكر، من الحضارة العربية إلى العربية الإسلامية، تلك المتعلقة بمساءلة الذات الإلهية ومسألة القدر بخاصة، حتى المعتزلة، ويُظهر أنهم، في الحضارة العربية الإسلامية، لا يخرجون عن كونهم امتدادا لحركة فكرية، تطورت في فضاء الحضارة العربية الإسلامية، يتأثير الشروط التاريخية الخاص بها".

## آراء
يهتمُّ جمال ضاهر في كتبه ورواياته بتصوير الحوادث والشخصيات من دون أن يكون عنصرًا فيها ولا أن يكون شخصية محورية فيها وهو ما يُتيح – كما يقول – للشخصيات حرية التعبير عن نفسها، بل يُفضي على الرواية بعدًا دراميًا شائقًا. يُركّز الكاتب الفلسطيني في سرده للأحداث وتصويره للشخصيات من خلال تقنيتي الاسترجاع والتلخيص، ومن خلالهما ينتقلُ أيضًا من الحاضر إلى الماضي، ومن الماضي إلى الحاضر. في معظم أعمال ضاهر، كان يُركّز على إبراز التيه والضياع الذي تُعاني منه شخصياته وكيف هي دائمًا في صراع مع أفكارها ومع ذاتها.

## قائمة أعماله
هذه قائمةٌ بأبرز أعمال الكاتب والروائي الفلسطيني جمال ضاهر:
- وأضحى الليل أقصر[23]
- مدخل إلى علم المنطق[24]
- حدود المعرفة[25]
- عند حضور المكان[26]
- قواعد في المنطق أسس ومفاهيم[27]
- الخليل بن جلجل[28]
- العدم[29]
- من الحضارة العربية إلى الحضارة العربية الإسلامية [30]